# Sonate K. 300
La sonate K. 300 (F.248/L.92) en la majeur est une œuvre pour clavier du compositeur italien Domenico Scarlatti.

## Présentation
La sonate K. 300 en la majeur, notée Andante, forme une paire, pleine de charme et de simplicité, avec la sonate suivante. Elles referment le volume VII du manuscrit de Parme, copié en 1753.
Giorgio Pestelli la considère comme « l’une des sonates à la nouvelle mode et parmi les plus modernes de Domenico », proche du style de Galuppi (ou Rutini) et de la forme de la sonate classique. Cependant, l'insistante formule mélodique (ici, un triolet suivi d'une note plus longue, mesure 21), semblable à la K. 322 (dès l'ouverture) est une caractéristique bien connue de la musique de Scarlatti.
La conclusion de chaque partie offre une forme typique qu'on retrouve dans les sonates K. 278, 336, 375 et 424.

## Manuscrits
Le manuscrit principal est le numéro 5 du volume VI (Ms. 9777) de Venise (1753), copié pour Maria Barbara ; les autres sont Parme VII 28 (Ms. A. G. 31412), Münster IV 5 (Sant Hs 3967) et Vienne B 5 (VII 28011 B).

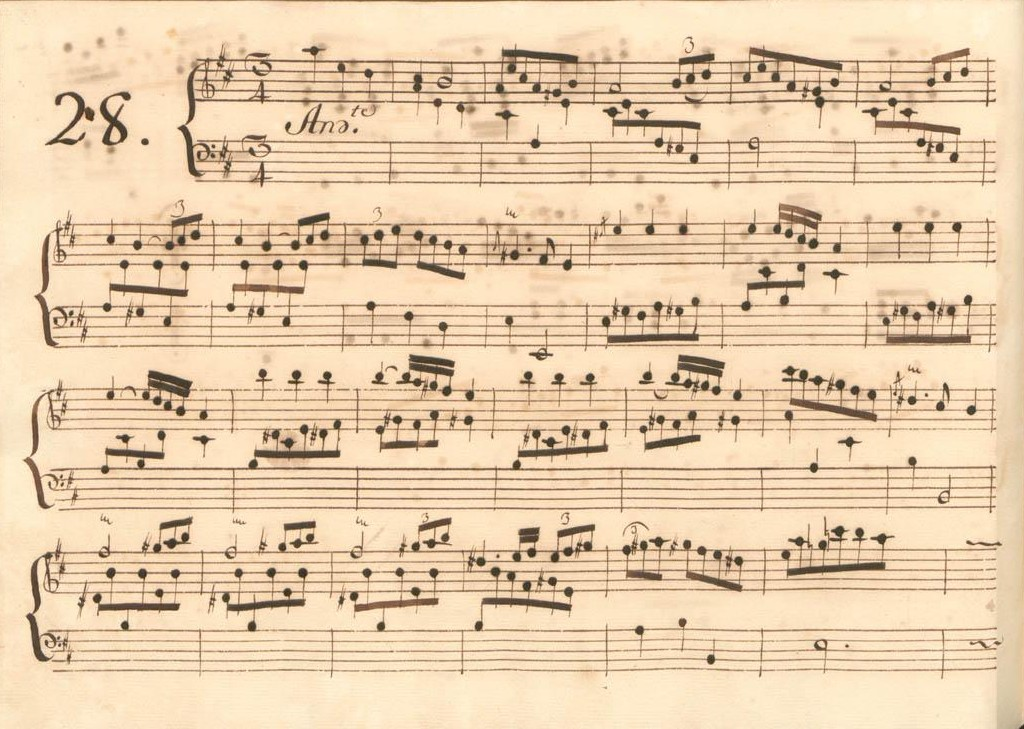
Parme VII 28.
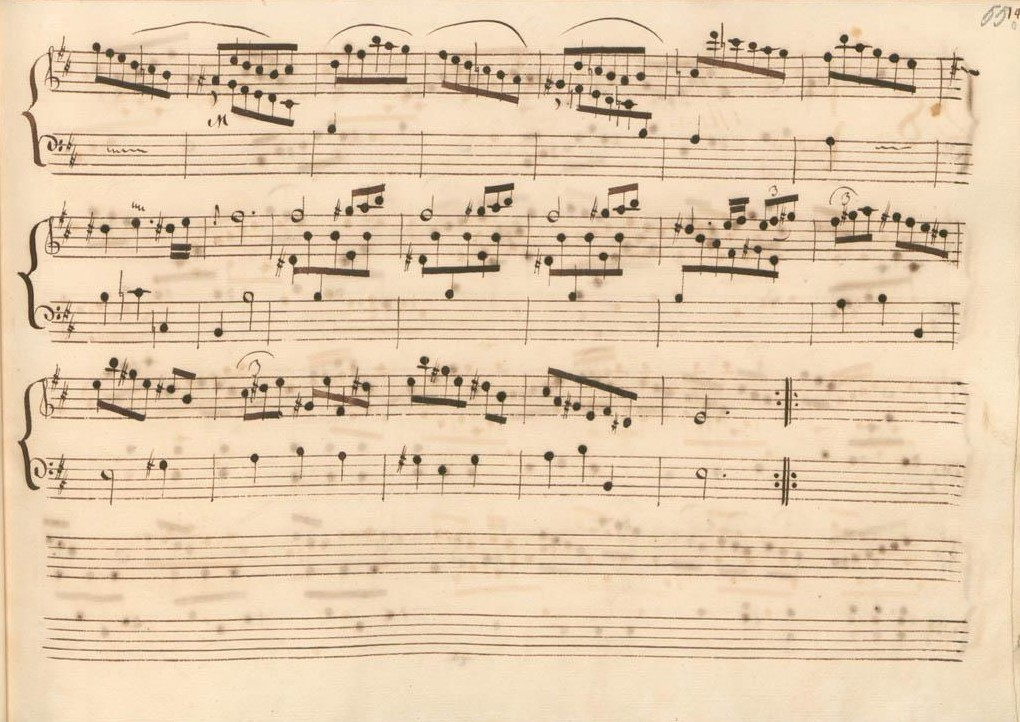
Parme VII 28 (fin de la première section).
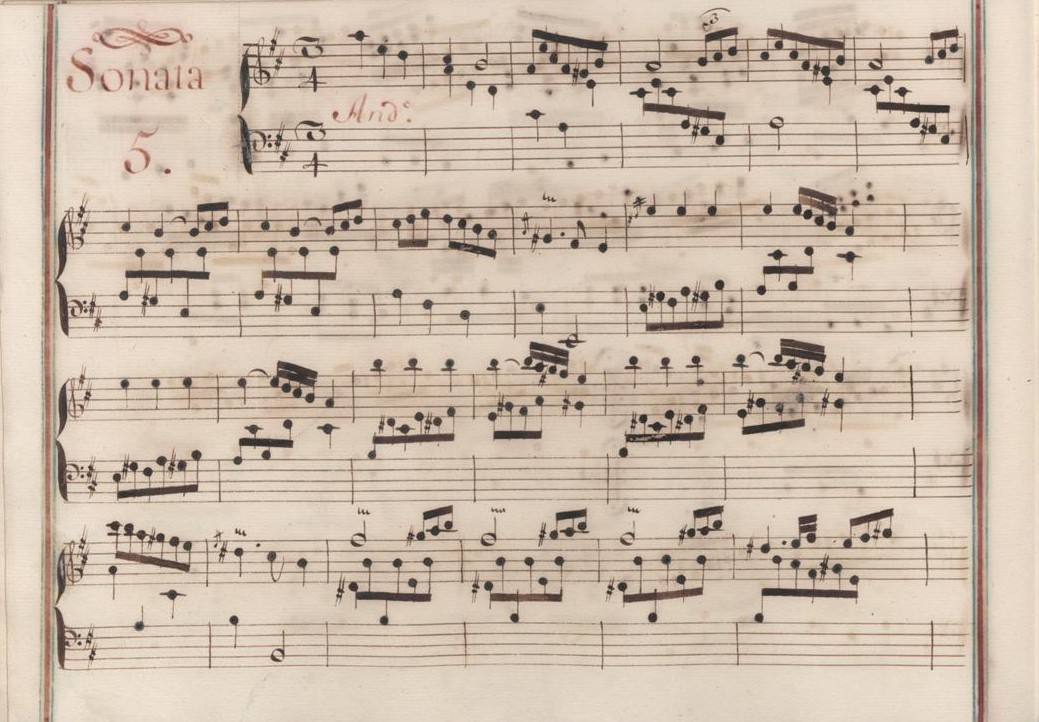
Venise VI 5.

## Interprètes
La sonate K. 300 est défendue au piano, notamment par Carlo Grante (2012, Music & Arts, vol. 3) et Eylam Keshet (2016, Naxos, vol. 22) ; au clavecin par Scott Ross (1985, Erato), Richard Lester (2003, Nimbus, vol. 3) et Pieter-Jan Belder (Brilliant Classics).

## Sources
: document utilisé comme source pour la rédaction de cet article.
- Ralph Kirkpatrick (trad. de l'anglais par Dennis Collins), Domenico Scarlatti, Paris, Lattès, coll. « Musique et Musiciens », 1982 (1re éd. 1953 (en)), 493 p. (ISBN 978-2-7096-0118-4, OCLC 954954205, BNF 34689181).
- Alain de Chambure, « Domenico Scarlatti : Intégrale des sonates — Scott Ross », Erato (2564-62092-2), 1985 (OCLC 891183737) .
- (en) W. Dean Sutcliffe, The Keyboard Sonatas of Domenico Scarlatti and Eighteenth-Century Musical Style, Cambridge / New York, Cambridge University Press, 2008, xi-400 (ISBN 978-0-521-07122-2, OCLC 1005658462, BNF 42017486).
- (en) Carlo Grante, « Domenico Scarlatti, intégrale des sonates pour clavier (vol. 3) », Music & Arts (CD-1292), 2013 (OCLC 907929504) .